# 東ハト
株式会社東ハト（とうハト、英: Tohato Inc.）は、東京都豊島区南池袋に本社を置く菓子メーカー。現在は、山崎製パン（東証プライム上場）の子会社である。

## 概要
1952年（昭和27年）創業の菓子メーカーであり、「キャラメルコーン」や「オールレーズン」などのロングセラー商品を製造・販売している。
創業時の社名は「東京製菓」であったが、同名の企業が多数存在したため、初代社長の好みであった鳩を冠して「鳩印東京製菓」のブランドで営業を行った。だが社名が長く、電報での発注の際に料金が余計にかかるため、問屋が「ハトトウ」・「トウハト」の略称を使用して注文するようになり、そのうち後者の響きが良かったため、後に社名にも採用する事になった。
以前は三和グループ（現・三菱UFJグループ）に属しており、みどり会のメンバーだったが、関連会社によるゴルフ場開発が失敗して多額の負債を抱えたことで、2003年に民事再生法の適用を申請して倒産する。しかし、本業の食品事業については黒字経営であったため、倒産の原因となった不動産事業を分離して、ユニゾンキャピタル傘下にてバンダイと丸紅の協力を得て再建された。
2006年、山崎製パンが同社の株式のほぼ100%を取得し、同社は山崎製パンの子会社となった。
再建の際に、プロサッカー選手の中田英寿を非常勤の執行役員CBO（Chief Branding Officer=チーフ・ブランディング・オフィサー）に迎え、東ハト再建にあたった木曽健一と伴に『お菓子を仕事にできる幸福』という飛び出す絵本を作成し、社員の意識改革を図った。現在、暴君ハバネロは東ハト本社から独立した非・公式サイト「暴君.jp」を運営している。サイト上の主な企画として、不定期に行われる「暴言甲子園」や「暴大入試」がある。
かつては、同社が所有していたゴルフ場（現在は全て売却）で、ゴルフトーナメント（東ハトレディスゴルフトーナメント）が行われていた。

## 沿革
※沿革 東ハト（外部サイト）
- 1952年（昭和27年）6月10日 - 創業者の小林茂義（こばやししげよし）らが東京都杉並区宮前1丁目（現在の高井戸警察署付近）に前身の東京製菓株式会社を創業として設立。ブランド名は「鳩印東京製菓」。製品第1号は棒状ビスケット「シガービス」。
- 1953年（昭和28年）
  - 社名を東鳩東京製菓株式会社に改称。
  - 保谷工場開設。
- 1955年（昭和30年） - 保谷工場全焼。
- 1956年（昭和31年） - 保谷工場再稼働。
- 1959年（昭和34年） - 田無工場竣工。
- 1960年（昭和35年） - 山梨工場竣工。
- 1967年（昭和42年） - 埼玉工場竣工。
- 1984年（昭和59年） - 創業者三男の小林義迪が社長就任。
- 1986年（昭和61年） - 山梨工場を保谷工場に統合。
- 1988年（昭和63年） - 社名を東鳩製菓株式会社に改称。
- 1994年（平成6年） - 保谷工場を埼玉工場に統合。埼玉工場を関東工場に名称変更、スナック棟竣工。
- 1996年（平成8年）
  - 2月 - 社名を現在の株式会社東ハトに改称。その後、杉並区宮前の本社社屋の老朽化に伴い、渋谷区（南新宿）に本社を移転。
  - 田無工場を関東工場に統合。
- 2002年（平成14年）
  - 2月 - 社長の小林義迪が、コンピュータ架空リース契約による経費計上等を理由に解任。副社長の楠美勲が社長に就任。東京国税局が、架空リースにより5年間で約20億円の申告漏れがあったとして、約3億4000万円を追徴課税。会社は同元社長に対し、貸金返還と損害賠償で16億円を請求する訴えを提起。
  - 7月 - 社長の楠美勲が臨時取締役会において解任。
  - 10月 - 非常勤取締役の小林順子（小林義迪元社長の妻）が社長に就任。
- 2003年（平成15年）
  - 3月14日 - 関連会社が所有するゴルフ場の不振から多額の債務を抱え、民事再生法の適用を申請し倒産。負債総額460億円。事前に事業の譲渡先や価格を決定した上で、法的整理を開始するプレパッケージ型の再生手続であった。
  - 5月15日 - 企業再生ファンドのユニゾン・キャピタルとバンダイ、丸紅が出資した受け皿会社のユニゾン・ホールディング株式会社に製菓事業部門を営業譲渡し、商号を“（新）株式会社東ハト”に変更（旧・株式会社東ハトは、株式会社RERに社名変更）。
  - 7月9日 - 執行役員CBO（Chief Branding Officer）に、中田英寿（当時イタリアセリエAパルマに在籍）が就任[4]。
  - 8月4日 - 本社を東京・渋谷区（南新宿）から豊島区（池袋）に再移転。
- 2004年（平成16年） - アンパンマンキャラメルコーン発売。
- 2006年（平成18年）
  - 関東工場、スナック棟増築。
  - 7月19日 - バンダイナムコホールディングス保有の株式の一部を除いた普通株式の95%と、東京海上日動火災保険保有の無議決権優先株式全株を、山崎製パン株式会社が買い取り、東ハトを子会社化。
- 2021年（令和3年） - 新関東物流センター稼働。関東工場第2スナック棟竣工。

## 主な商品

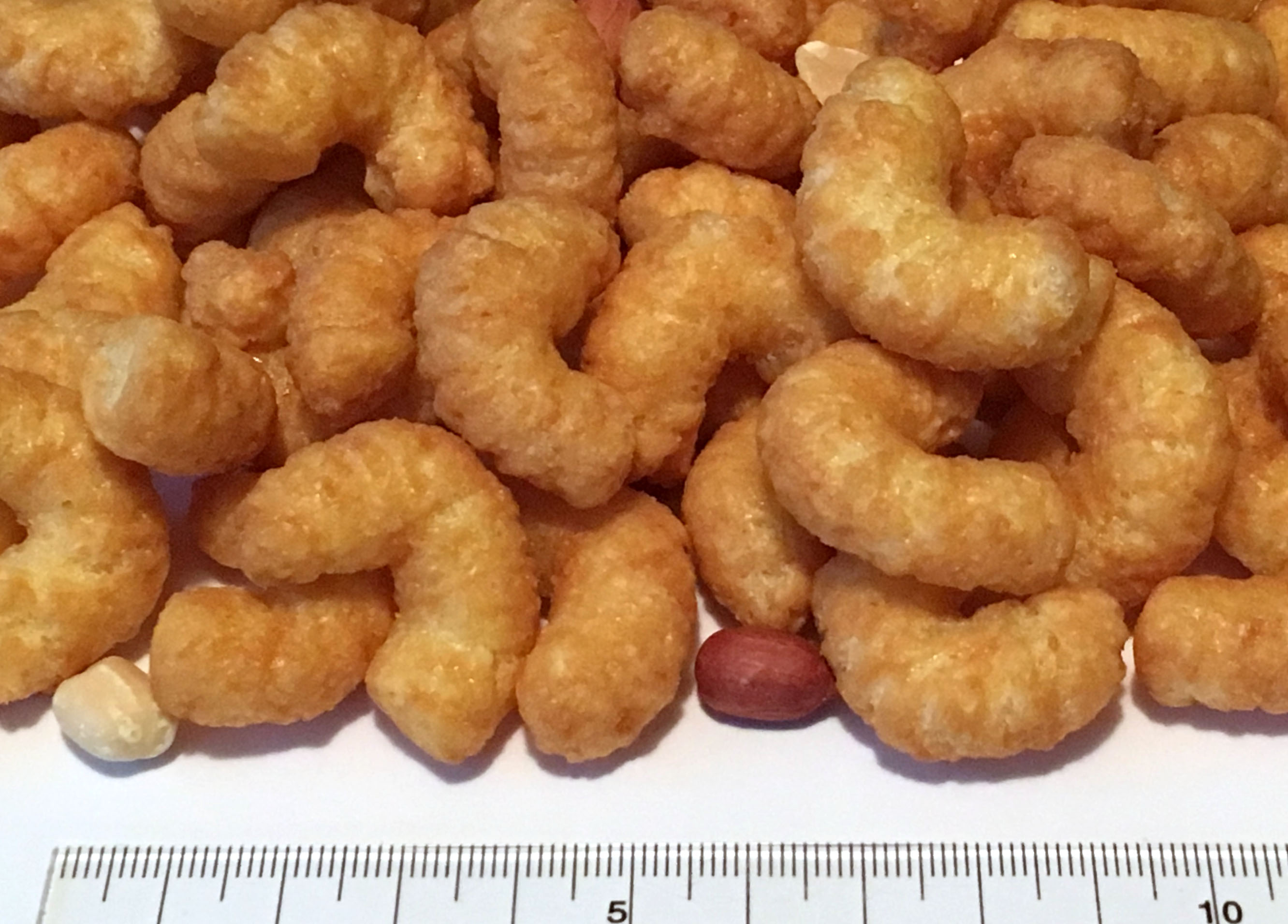
キャラメルコーン

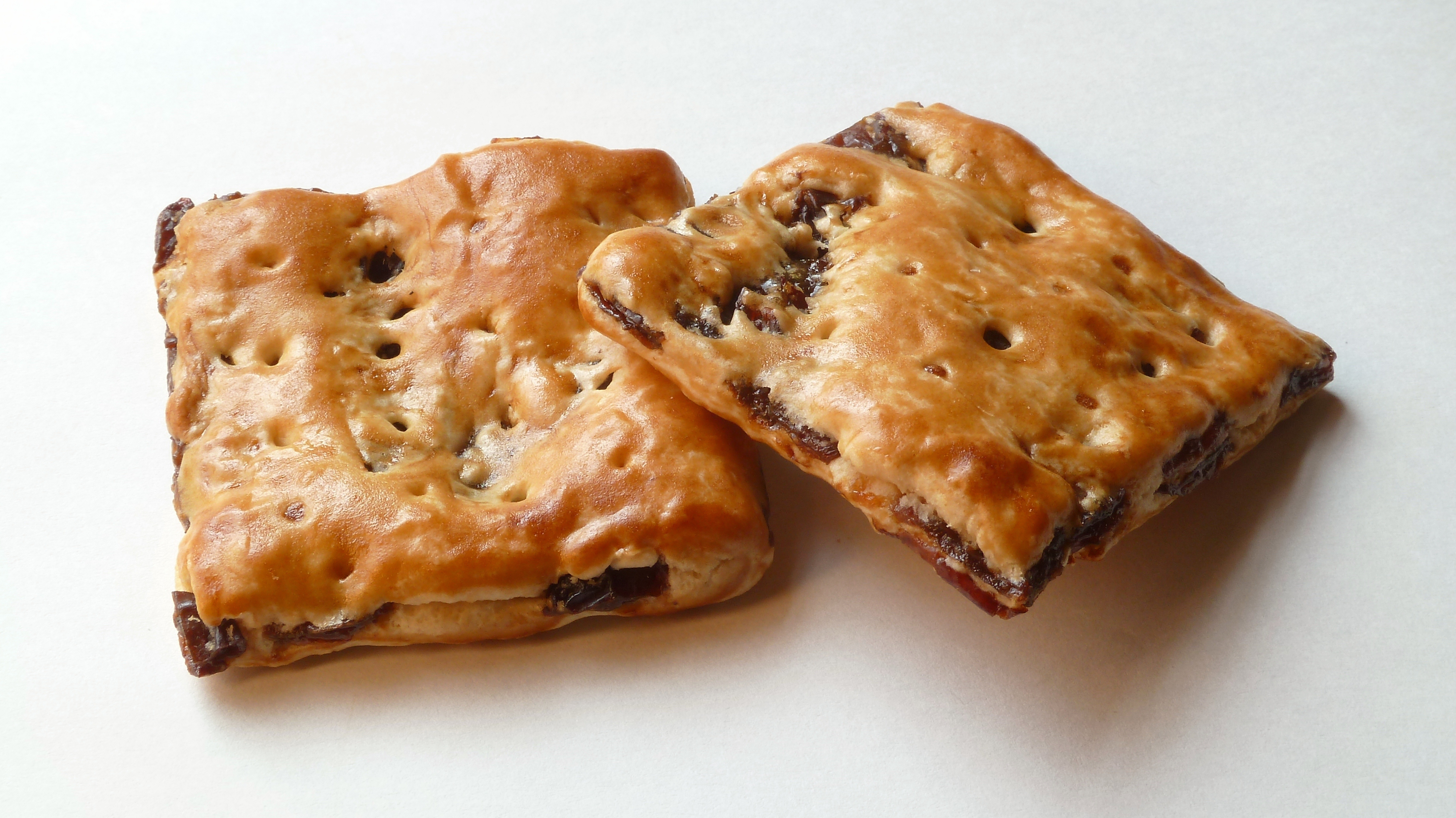
オールレーズン

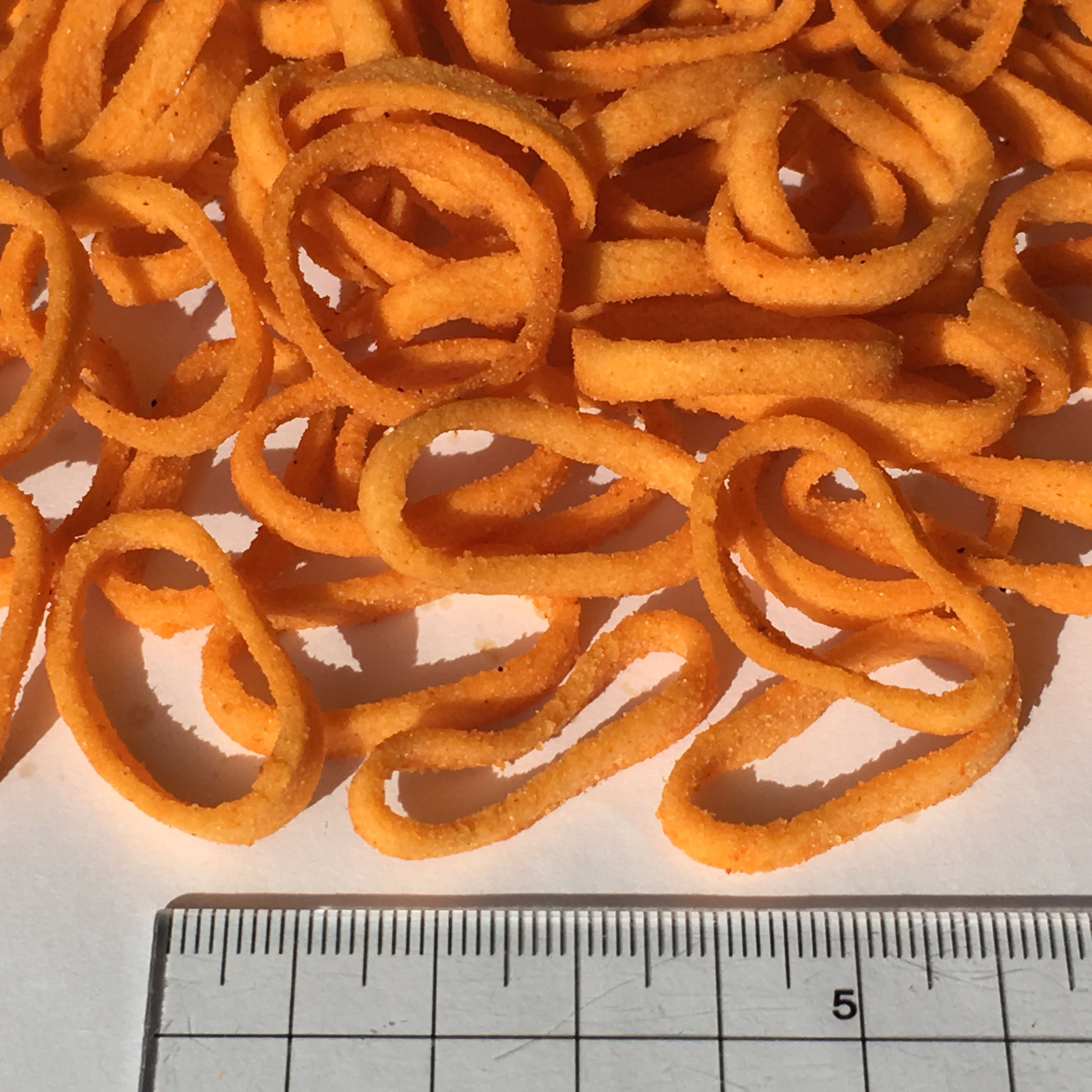
暴君ハバネロ

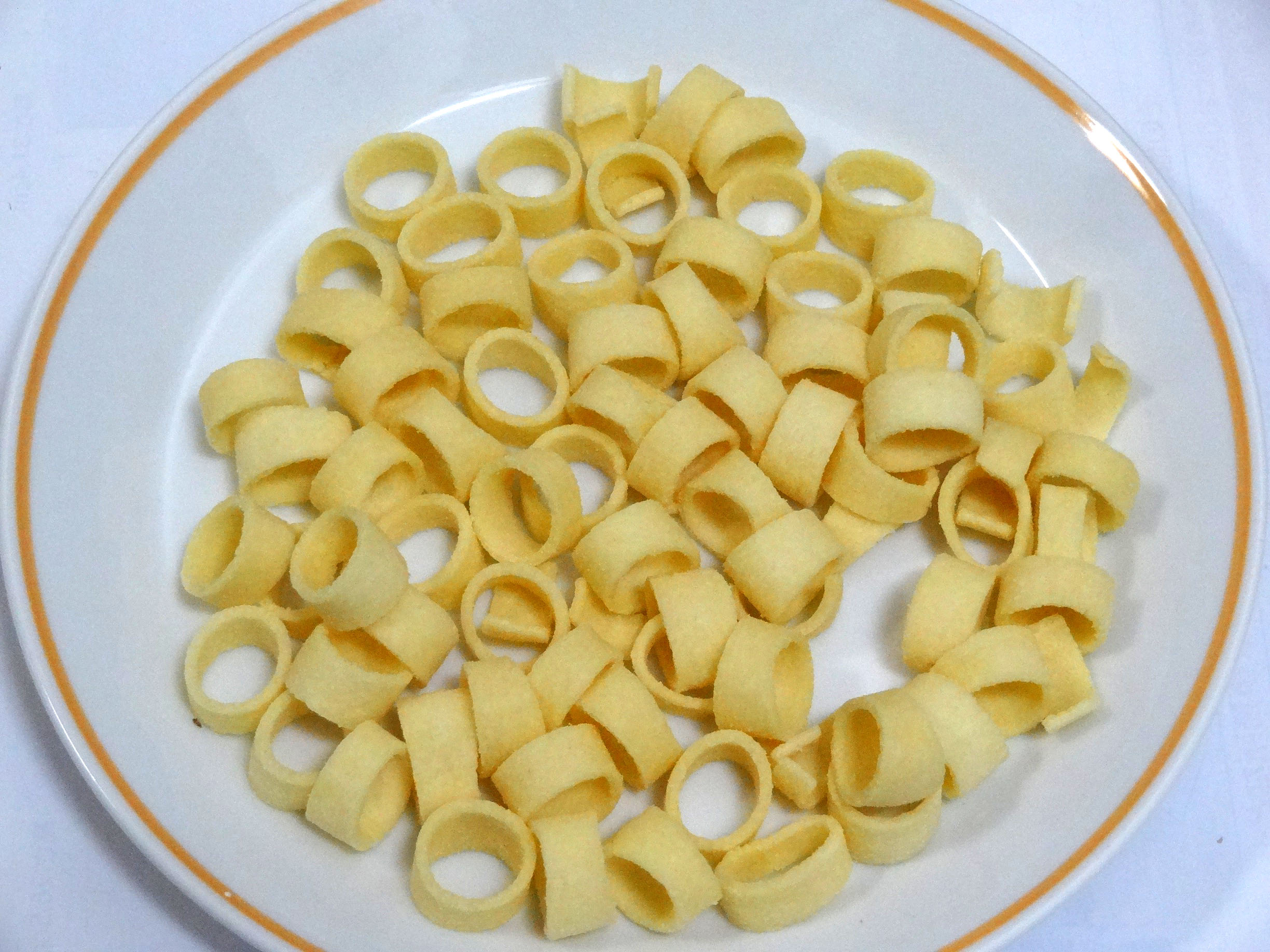
ポテコ

### 現在の商品
- キャラメルコーン（1971年発売）
- オールレーズン（1972年発売）
- ポテコ（1973年発売）
- なげわ（1973年発売）
- ハーベスト（1978年発売）
- ビーノ（1991年発売）
- ソルティ（1993年発売）
  - ソルティ・バター
  - ソルティ・ショコラ
- 暴君ハバネロ（2003年発売：第23回食品ヒット大賞　優秀ヒット賞受賞）
- チョコビ（2006年発売：第25回食品ヒット大賞 優秀ヒット賞受賞）
- あみじゃが（2011年発売）
- パックル（2代目は2025年発売：1988年にカニの形で初代が発売された）
- ぼうじゃが
- ギザじゃが

### 過去の商品
- シュープリーム
- マッシーパイ
- パイクロ
- チョコレーブ
- チョコレーブ ゴールド
- 100点満点
- 暴君ハバネロ ハバピー
- 暴君ベビネロ
- 魔王ジョロキア
- まねき馬倶楽部シリーズ - 競馬カードオマケ付きスナック菓子。
- ガッキンドッキン - おまけシール付きスナック菓子。
- たんぱく宣言 - (有) さだまさし大世界社とのコラボ商品。名前の由来は関白宣言のもじり。
- ガンダムAGEスナック バーベキュー味
- 焼ポテト
- 忍者スナック ふわ丸[5]
  - 旨塩味
  - 海老塩味
- ふわうま！[5]
  - うましお味
  - チーズ味

ほか

## 提供番組
いずれも過去に放送、または提供していた番組である。

### テレビ
- オールスター家族対抗歌合戦 -（フジテレビ） 長年筆頭スポンサーだった。
- お昼のワイドショー -（日本テレビ）
- マチャアキのガンバレ9時まで!! -（日本テレビ）
- 忍者キャプター -（東京12チャンネル<現：テレビ東京>）
- 銀河旋風ブライガー -（テレビ東京）
- うる星やつら -（フジテレビ）
- スペースコブラ -（フジテレビ）
- みゆき -（フジテレビ）
- まんが海賊クイズ -（NET<現：テレビ朝日>） 一社提供の小学生視聴者参加のクイズ番組。司会：黒柳徹子。レギュラー：森田拳次・赤塚不二夫。
- クイズ大作戦 -（NET） 『まんが海賊クイズ』の後番組で、引き続き黒柳が司会。番組内では黒柳とレギュラーの坂本新兵によるコント形式の生CMがあった。
- あつまれ!クイズショー -（NET） 『クイズ大作戦』の後番組にして、シリーズ最後。司会は天地総子に交代。生CMもあり。なお、これら3クイズの参加者には、当時の東鳩製菓のお菓子が参加賞とされた。
- スーパー戦隊シリーズ -（テレビ朝日） 秘密戦隊ゴレンジャー及び科学戦隊ダイナマン〜五星戦隊ダイレンジャー[注釈 4]までのスポンサー。
- 聖闘士星矢（初期のアニメ） -（テレビ朝日） 1987年4月 - 6月まで。
- 月曜ワイド劇場 -（テレビ朝日）
- タモリ倶楽部 -（テレビ朝日）
- 世界とんでも!?ヒストリー -（テレビ朝日）
- ANNスーパーJチャンネル -（テレビ朝日） 初期の全国枠（ネットワークセールス）スポンサー。
- 100万円クイズハンター -（テレビ朝日） 20,000円分相当のお菓子詰め合わせを獲得できる賞品として提供していた。
- 家族そろって歌合戦 -（TBSテレビ） 1975年から1979年ごろまでスポンサー。「ファミリー賞」受賞チームに同社製品詰め合わせが贈呈された。
- はばたけ!真理ちゃん -（TBSテレビ）
- 土6 → 日5 -（毎日放送）
- クリスマスキス〜イブに逢いましょう -（テレビ東京）

### ラジオ
- さだまさしのセイ!ヤング -（文化放送）
- (有) さだまさし大世界社 -（文化放送）
- 全国歌謡ベストテン -（文化放送）
- 伊集院光 深夜の馬鹿力 -（TBSラジオ） 1998年1月から2003年3月までスポンサーだった。
- 田中麗奈ハートをあげるっ -（ニッポン放送系）
- 銀座音楽祭 -（ニッポン放送） グランプリ受賞者にスポンサー賞として贈られていた。